# مقاطعة غولياد (تكساس)
مقاطعة غولياد (بالإنجليزية: Goliad  County)‏ هي إحدى المقاطعات في ولاية تكساس، الولايات المتحدة الأمريكية.